# 石峯寺 (神戸市)

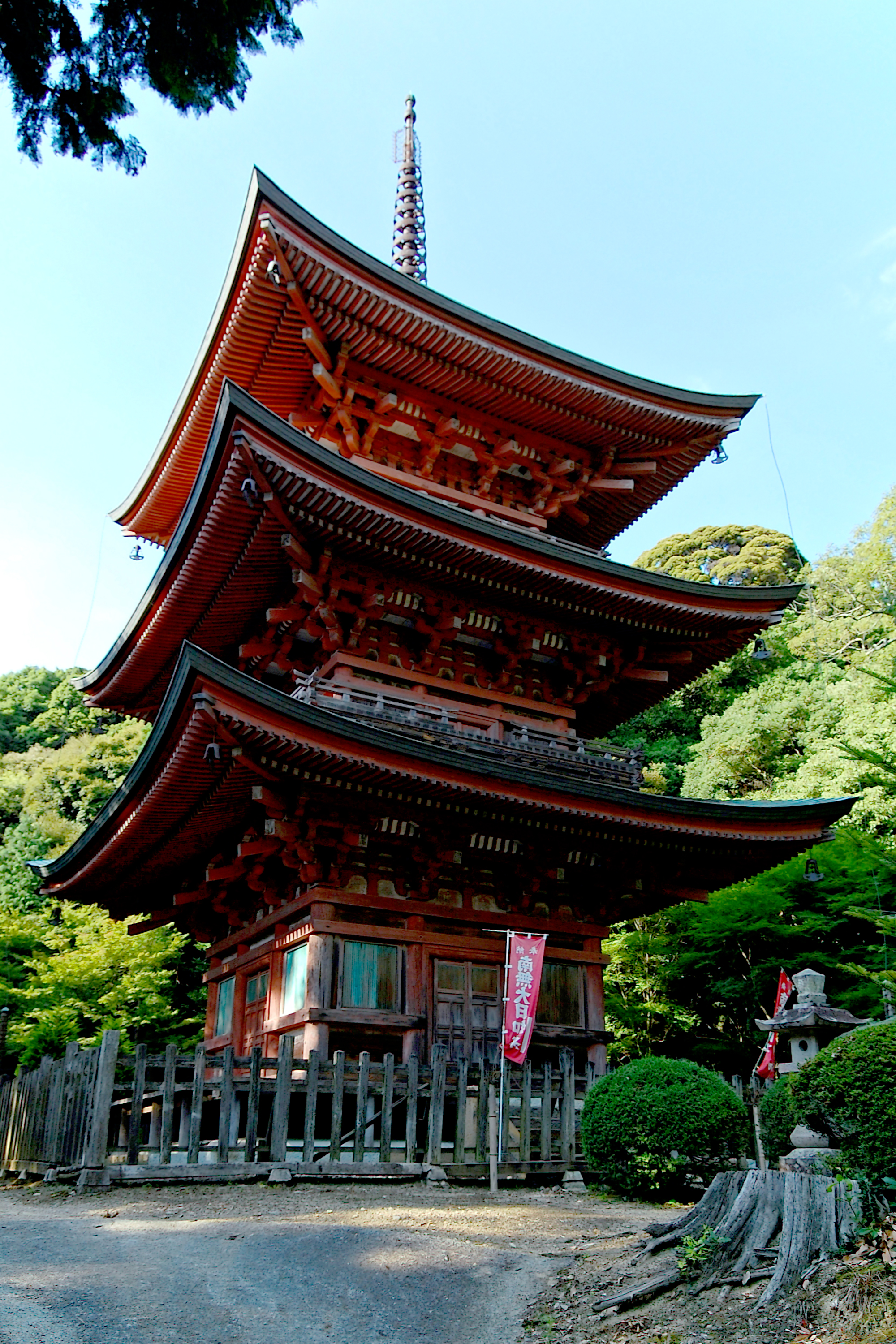
三重塔（重要文化財）

石峯寺（しゃくぶじ）は、兵庫県神戸市北区にある真言宗の寺院。山号は岩嶺山（がんれいさん）。

## 歴史
寺伝によれば、651年（白雉2年）孝徳天皇の勅願により法道が開山したとされ、延命地蔵と称する地蔵菩薩を本尊とする。747年（天平19年）、行基が薬師堂を建立し、823年（弘仁14年）、嵯峨天皇の勅願により三重塔を建立したとの伝えもある。

## 伽藍
- 薬師堂（重要文化財）
- 三重塔（重要文化財）
- 本堂
- 仁王門
- 鐘楼
- 鼓楼

1974年「石峯寺及びその周辺」として、十輪院、竹林寺とともに文化環境保存区域に指定され、1997年には「新・こうべ花の名所50選」の1つに選定されている。

## 文化財

### 重要文化財（国指定）
- 薬師堂[2] - 室町時代、桁行五間、梁間五間、入母屋造。
- 三重塔[3] - 室町時代、銅板葺、高さ24.41m。日本にある重要文化財の三重塔のなかでも、最も高いものの1つである[1]。

## 周辺の名所
- 十輪院
  - 十輪院庭園
- 竹林寺
- 光山寺跡
石峯寺の末寺として創建、羽柴秀吉の三木城攻略時に焼失
- 石峯寺城跡
- 有馬ロイヤルゴルフクラブ

## 交通アクセス
- JR福知山線・神戸電鉄、三田駅から神姫バスで30分、「野瀬」下車、徒歩
- 中国自動車道西宮北ICから西へ約10km